# Susanna Wallumrød
Susanna Karolina Wallumrød (Kongsberg, 23 giugno 1979) è una cantante norvegese.
Susanna è sorella del batterista Fredrik Wallumrød e del pianista Christian Wallumrød, nonché moglie del musicista Helge Sten.
Insieme al tastierista Morten Qvenild fa parte di un gruppo chiamato Susanna and the Magical Orchestra, attivo dal 2000.
Nel 2016 Susanna ha vinto un premio Spellemannprisen nella categoria classe aperta per il suo album Triangle.

## Discografia

### Susanna and the Magical Orchestra
- 2004 - Jolene (Promo Single, Rune Grammofon)
- 2004 - List of Lights and Buoys  (Rune Grammofon)
- 2006 - Melody Mountain  (Rune Grammofon)
- 2009 - 3  (Rune Grammofon)

### Susanna
- 2007 - Sonata Mix Dwarf Cosmos  (Rune Grammofon)
- 2008 - Flower of Evil  (Rune Grammofon)
- 2012 - Wild Dog (Rune Grammofon)
- 2013 - The Forester (Susanna & Ensemble neoN) (SusannaSonata)
- 2016 - Triangle (SusannaSonata)
- 2018 - Go Dig My Grave (SusannaSonata)

### Susanna Wallumrød
- 2011 - Jeg vil hjem til menneskene, Susanna Wallumrød synger Gunvor Hofmo (con altri artisti) (Grappa Music)

### Con Jenny Hval
2014 - Meshes of Voice (SusannaSonata)